# Konstantin den store

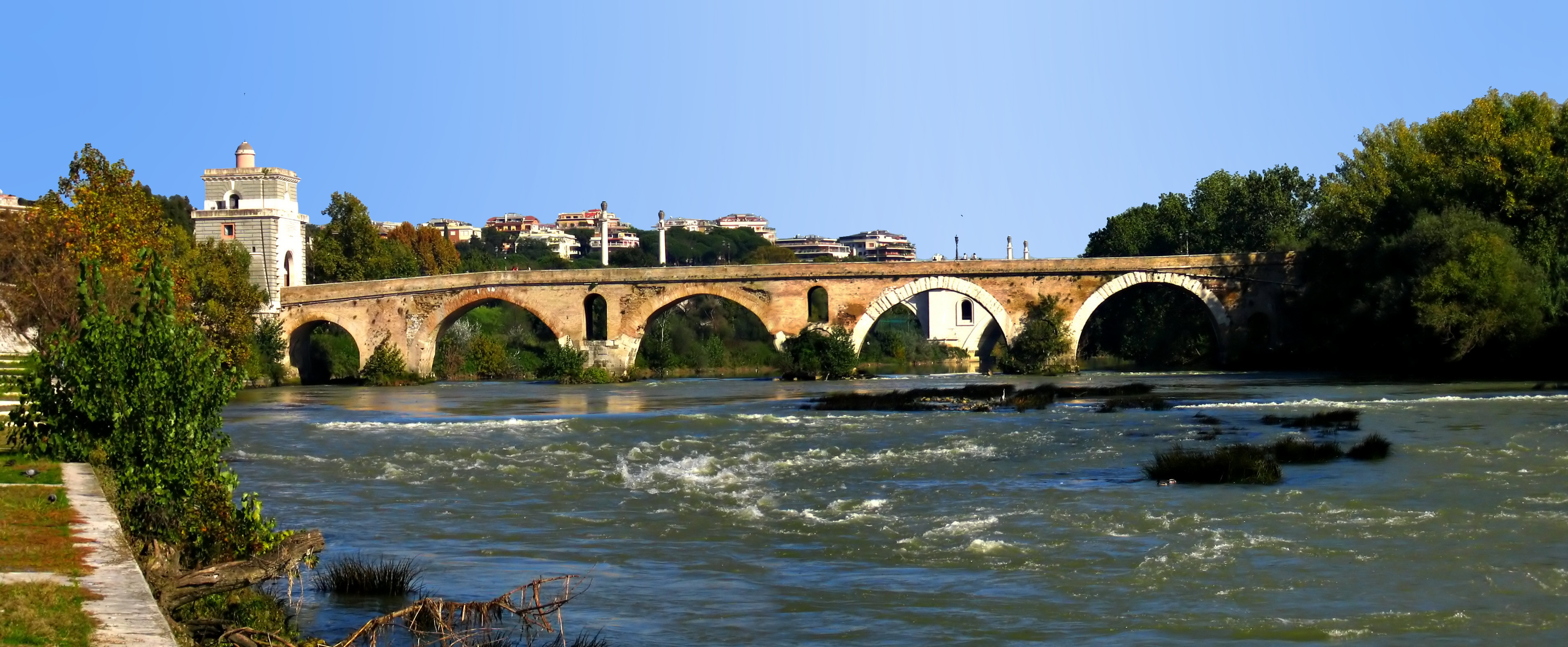
Pons Mulvius, där Konstantin och Maxentius drabbade samman i slaget vid Pons Mulvius år 312.

Konstantin den store, eller Konstantin I, (Gaius Flavius Valerius Aurelius Constantinus) född 27 februari 272 i Naissus (nuvarande Niš i Serbien), död 22 maj 337 i Nikomedia (nuvarande İzmit i Turkiet), var romersk kejsare från det att han utropades till augustus av sina trupper den 25 juli 306 till sin död. Han var ensam kejsare från 324. Han är känd för att ha tillåtit kristendomen i romarriket vilket senare under samma århundrade ledde till att kristendomen blev statsreligion. Han är också känd för att ha grundat den nya huvudstaden Konstantinopel (dagens Istanbul) år 324. Han var son till Constantius I Chlorus och Flavia Julia Helena. Han är även helgonförklarad av den östortodoxa kyrkan och räknas som isapostolos.
Konstantin utfärdade ediktet i Milano 313 genom vilket han och hans medkejsare Licinius hävde förföljelsen av de kristna. Han sammankallade konciliet i Nicaea 325 vilket inledde favoriseringen av kristendomen på bekostnad av andra religioner i romerska riket och kom att bli avgörande för kristendomens framtid. Sedan Konstantin blivit ensam kejsare inledde han grundandet av Konstantinopel och flyttade 330 rikets huvudstad dit. Konstantin, som enligt traditionen mottog dopet på sin dödsbädd, kallades den "förste kristne kejsaren" av Lactantius och Eusebios.

## Biografi
Konstantin föddes i Naissus (Niš i dagens Serbien) som son till Constantius I Chlorus, av illyrisk härkomst, och Flavia Julia Helena, som vid tillfället bara var 16 år och dotter till en värdshusvärd. Det exakta året Konstantin föddes varierar beroende på källa och har påståtts vara 272, 282, 285 eller 286. Kyrkofadern Hieronymos anger födelseåret 272 och det är det året som både den katolska kyrkan och dom flesta moderna forskare anger. Den 27 februari 2022 firade den katolska kyrkan Konstantins 1750-årsdag. 
Constantius övergav Helena 292 för att gifta sig med Flavia Maximiana Theodora, dotter till augustus Maximianus. Theodora gav Konstantin sex halvsyskon, bland andra Julius Constantius. Konstantin var välutbildad och tjänade vid Diocletianus hov i Nikomedia, där han fungerade som en sorts gisslan efter faderns utnämning till en av två caesarer i tetrarkin 293.
Augustus Maximianus abdikerade 305 för att efterträdas av Constantius. Följande år insjuknade emellertid Constantius under en kampanj mot pikter och skottar i Kaledonien (Skottland). Han kallade Konstantin till sig och avled i Eboracum (York) 25 juli 306. Constantius trogne general Crocus, av alemannisk börd, och dennes lojala trupper utropade Konstantin till augustus.
År 307 slöt Konstantin en allians med Maximianus och gifte sig med dennes dotter Fausta. 310 försökte Maximianus störta Konstantin, men misslyckades och tvingades begå självmord. Konstantin lät mörda Fausta 326 tillsammans med sin son Crispus.
Enligt Eusebios av Caesarea ska Konstantin inför slaget vid Pons Mulvius 312 ha sett de grekiska bokstäverna chi och rho (de första bokstäverna i "Kristus") på himlen tillsammans med orden "In hoc signo vinces" ("I detta tecken ska du segra"). Genom att förse sina soldaters sköldar med ett labarum, ett Kristusmonogram, gick han sedan segrande ur striden. Genom sin seger över Maxentius i slaget blev Konstantin kejsare över Västromerska riket. Därefter konsoliderade han sin militära överlägsenhet över rivalerna i den sönderfallande tetrarkin.
Den östromerske kejsaren Licinius hade förbundit sig till trosfrihet genom ediktet i Milano 313. År 320 återkallade han den trosfrihet han förbundit sig vid och började på nytt förfölja de kristna. Detta var ett märkligt beslut, då Licinius hustru Constantia var Konstantins halvsyster och en mycket inflytelserik kristen. Detta utgjorde en utmaning mot Konstantin, vilket ledde till inbördeskrig 324. Arméerna som mötte varandra antog, som mycket annat under 300-talet, enorma proportioner och deras storlek skulle förbli oöverträffade i tusen år. Licinius, som representerade den traditionella romerska tron, anlitade gotiska legosoldater och Konstantin lät sina franker marschera under den kristna labarum. Förmodligen underlägsna i antal, men drivna av inre övertygelse utgick Konstantins trupper med segern, vilket gjorde honom till ensam kejsare över hela Romerska riket.
Utan sina skyddsgudar marginaliserades snart Rom och imperiets kärna försköts alltmer åt öst. Konstantin lät från grunden omgestalta Byzantion vid Bosporen, en stad som sades ha grundats av grekiska kolonister från Megara under Bysans ledning 667 f.Kr. Konstantin döpte om staden till Nova Roma ("Nya Rom") och införde där en senat och andra statliga myndigheter liknande dem i Rom. Till staden fördes också Kristi kors, Moses stav och andra reliker. Skulpturerna av de äldre gudarna flyttades och deras ansikten byttes ut. Afrodites tempel ersattes av den nya Apostlakyrkan. Flera generationer senare sades en ängel, som bara Konstantin kunde se, ha lett honom till platsen och också visat honom var stadens murar skulle uppföras. Staden döptes efter Konstantins död om till Constantinopolis ("Konstantins stad"), det vill säga Konstantinopel, dagens Istanbul, och blev med tiden rikets huvudstad.
Konstantin gjorde även slaktar- och bagaryrken till ärftliga yrken samt omvandlade arrendatorerna (coloni) till livegna, vilket kom att bli grunden i det medeltida samhället i Europa. Konstantin började också hålla sin egen predikan inför hovet och inbjudna skaror där han propagerade harmoni. Även om tempel tillhörande den romerska religionen alltmer betraktades som försyndelser kunde icke-kristna erhålla höga poster även i slutet av Konstantins liv. Armén, som kunde åberopa kejsarens absoluta makt, lät i sina fåfänga försök att konvertera människor med traditionell romersk tro recitera Konstantins latinska böner. Konstantins påbörjade ett ambitiöst byggnadsprogram i det Heliga landet. Prästerskapet, som blev allt mäktigare och rikare och lockade många lyckosökare, tog över domstolarna.
Som kristen kejsare uppfattades Konstantin som god, vilket återspeglar den brutala tid han levde i. Överbeskattning straffades fortfarande med döden. Fångar fick inte längre hållas i totalt mörker utan måste få dagsljus och frisk luft.  Dömda kunde möta döden på arenan men fick inte längre brännmärkas i ansiktet, enbart på fötterna. Föräldrar som lät sina döttrar bli förförda bestraffades genom att smält bly hälldes ned i deras strupar. Gladiatorspelen förbjöds 325 (men fortsatte likväl under lång tid).  Slavägarnas makt begränsades men slavar kunde fortfarande slås ihjäl. För att visa att den romerska lagen fortfarande gällde korsfästes kriminella ännu fram till 337. Det var ännu tillåtet att kasta ut oönskade barn på gatan och de som tog hand om barnen fick behålla dem som sina slavar men en slavfamilj fick inte splittras. Häxeri, vådlig magi och spådom var olagligt. Ceremonier tillhörande den romerska religionen tilläts bara i offentlighet eftersom de kunde dölja orgier och komplotter om de utfördes vid hemliga möten. Då blixten slog ned i till exempel byggnader skulle dessa omen utläsas av en offentlig siare. Flickor fick inte längre enleveras. Konstantins favoriserande av kristendomen ledde också till en antijudisk politik som blev föregångare till förföljelsen av judar under medeltiden.
Konstantin hyste stor respekt för bildning och kristen tro. Hans hov av äldre, väl ansedda män, bestod till två tredjedelar av icke-kristna, trots att inflytelserika romerska familjer som inte accepterade kristendomen inte medgavs ledande positioner. Till exempel höll den till den romerska religionen bekännande Sopater, en elev till nyplatonisten Iamblichos, en förtroendepost i flera år innan han anklagades för häxeri och avrättades. Konstantin bekräftade strax före sin död den romerska religionens prästers privilegier, men samtidigt förbjöds underhållet av den romerska religionens tempel och all form av "anstötlig" tillbedjan. Vid Konstantinopels invigning 330 hölls en ceremoni som till lika delar var kristen respektive romersk religiös - på marknadsplatsen placerades Kristi kors ovanför solgudens triumfvagn, ett arrangemang som ackompanjerades av hymner.
Sitt epitet "den store" fick Konstantin av kristna historiker långt efter sin död, men han hade kunnat göra anspråk på det bara genom sina militära bedrifter. Förutom att han enade imperiet under en kejsare vann han betydande segrar över markomanner och alemanner 306–308; vandaler och markomanner 314–315; visigoter 332; och sarmater 334. 336 hade han återfört Dakien, som Aurelianus tvingats överge 271, till romerska riket.
Konstantin gjorde sig känd som en lärd man och under hans regim blomstrade bildningen. Hans son Constantius kunde vid fem års ålder skriva sitt namn och aldrig tidigare hade intellektuella strävanden skattats så högt. Lärda män beundrades och från skolorna kom skaror av boklärda, unga män redo att tjänstgöra i förvaltningen. Men någon kulturell renässans innebar absolut inte denna tid, tvärtom, denna tid innebar början på de "mörka århundradena". Den stora majoriteten i imperiet förblev analfabeter, något som den nya kyrkostaten understödde, och många var till och med stolta över sin okunskap. Den högsta kunskapen kom från prästerskapets uttolkningar av de heliga skrifterna och inget därutöver var värt att studera, kristendom var sanningen per definition och den tillhandahölls av kyrkostaten. Som en naturlig konsekvens producerade inte heller 300-talet några betydande verk inom historia, geografi, medicin, arkitektur eller kartografi. Kristna författare betraktade filosofi som falsk eller osäker och varje fristående analys misstänktes rymma lögner ämnade att förföra de troende. Samtidigt som eremiter beundrades växte tron på det övernaturliga och bildade män som hängav sig åt någon form av naturvetenskap brändes. Böcker som tidigare kopierats brändes nu offentligt av pöbeln.
Mellan Konstantins död och slutet av 300-talet blev biskoparna och de kristna samfunden betydande maktfaktorer, i synnerhet i städerna. De tog steg för steg över res publica genom en lång rad kejserliga påbud, som alltmer kringskar den romerska religionen i den styrande klassen. Populära festivaler tilläts samtidigt som antikens heliga platser fick förfalla och de pittoreska ceremonierna, som var viktiga för den romerska religionens intelligentia, hånades och förbjöds. Prosa och poesi betraktades som värdelösa om de inte återgav den rätta ideologin.
Konstantin förberedde en större offensiv mot Persiska riket, en erövring som ingen kejsare sedan Trajanus (kejsare 98-117) övervägt och som hade gjort slut på de persiska räderna i de östra provinserna, när han plötsligt insjuknade. Han mottog dopet av den arianske biskopen Eusebios av Nikomediam, som lyckades behålla positionen som biskop genom sin vänskap med Konstantins syster, strax innan han avled 22 maj 337 i Nikomedia (dagens Izmit, Turkiet). Konstantin begravdes i Apostlakyrkan i Konstantinopel varefter hans rike delades mellan sönerna Konstantin II, Constans och Constantius II men Konstantin hade också tilldelat två av sina brorsöner provinser i riket. Constantius II som regerade i Konstantinopel lyckades inför ett möte mellan de fem bröderna och kusinerna trolla fram ett tidigare okänt testamente från Konstantin där det stod att kusinerna inte alls skulle ärva något land. Dessa samt en rad andra obekväma släktingar lät han avrätta innan hans bröder anlänt till huvudstaden. Efter en tid av inbördeskrig och oreda kom slutligen Constantius II att ensam stå som kejsare. Den siste medlemmen i Konstantin den stores dynasti blev Julianus Apostata (Julianus Avfällingen) som försökte återupprätta den romerska religionen.

## Konstantin och kristendomen

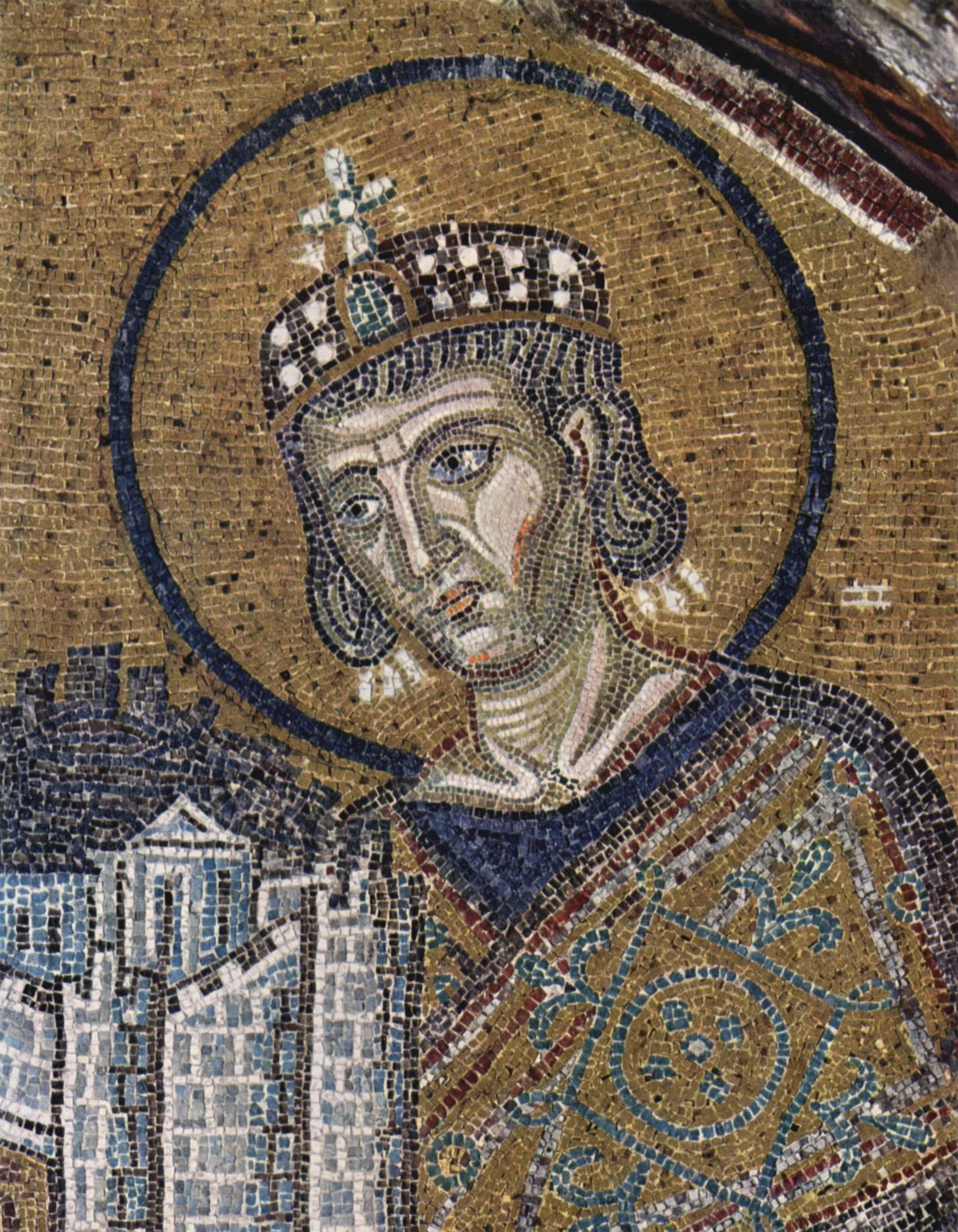
Konstantin på en mosaik i Hagia Sofia från omkring år 1000.

Konstantins religiositet är omdiskuterad - trots hans fromma handlingar under senare delen av livet har hans ofta syndfulla agerande gjort att hans kristna övertygelse ifrågasatts, inte olikt Augustinus tidiga utsvävningar.
Konstantin är framför allt känd som den förste romerske kejsare som erkände kristendomen. Detta ska enligt traditionen ha föranletts av ett omen inför Konstantins seger över Maxentius i slaget vid Pons Mulvius 28 oktober 312. På himlen visade sig ett chi och ett rho tillsammans med inskriptionen Touto Nika ("I detta tecken ska du segra"). Konstantin instiftade ett standar med detta Kristusmonogram, ett labarum över ett baner med initialerna IHSV, ("IN HOC SIGNO VINCES"), som han förde i strid omgivet av femtio handplockade legionärer. Det finns åtminstone tre kvarvarande källor som utförligt beskriver detta slag (Lactantius De mortibus persecutorum ("Om förföljarnas död"), Eusebios av Caesareas lovprisande biografi Vita Constantini och Zosimos historieöversikt Historia Nova från 500 e.Kr. (som nämner ett antal ugglor som segerns förebud)), men historiska källor från denna tid innehåller mycket magi, omen och förbannelser men erbjuder desto mindre källkritik och källangivelser. Dessa källor kan sägas återspegla den misstänksamhet mot det skrivna ordet och högre bildning som gjorde sig allmänt gällande under 300-talet. En viktig bidragande orsak till denna utveckling kan ha varit den rädsla och död som pestepidemier orsakade under åren 165–180 respektive 251–266.
Kristna historiker har sedan Lactantius hållit fast vid ståndpunkten att Konstantin antog kristendomen som en sorts ersättning för den officiella romerska religionen. Den så kallade "Konstantinska donationen" bevisades på 1400-talet vara ett falsarium från 800-talet, men hade då under flera sekler accepterats som ett historiskt dokument som bevisade romerska rikets omvändelse till kristendomen. Även kristendomens kritiker accepterade detta resonemang, även om de inte accepterade att Konstantins beslut gjordes av andlig övertygelse, utan såg det som ett politiskt initiativ avsett att binda samman och stärka riket. Ediktet i Milano 313 innebar trosfrihet i romerska riket men det gjorde varken kristendomen till statsreligion eller förbjöd den romerska religionen. Ediktet bekräftade religionens betydelse för rikets väl och att kejsaren nu betraktade sig som folkets andliga ledare istället för att göra anspråk på gudomlighet som kejsare tidigare gjort. Konfiskerad kyrklig egendom återlämnades till de kristna.
De bronsmynt som kejsarna låt slå berättar ofta om den ikonografi som de omgav sin person med. I början av Konstantins karriär förekommer Mars och därefter (från 310) Apollo som solgud på myntens frånsida. Guden Mars brukar associeras med tetrakin och tjänade i Konstantins fall syftet att legitimera hans maktanspråk. Sedan han brutit med sin faders allierade Maximianus 309-310 gjorde Konstantin istället anspråk på att vara kejsar Claudius ättling. Enligt Historia Augusta ska Konstantins farmor Claudia ha varit dotter till Crispus som i sin tur ska ha varit bror till Claudius och Quintillus, ett släktskap som allmänt tros vara humbug.
Claudius gjorde Apollo-Sol Invictus till sin skyddsgud. I mitten av 310, två år före segern vid bron i Milano, kungjorde Konstantin offentligt den vision där Apollo-Sol Invictus framträdde med sina omen om framgång. Frånsidorna på de mynt han lät slå under följande år bar inskriptionen SOLI INVICTO COMITI tillsammans med Apollo solguden Helios med gloria och jordgloben i sin hand. Under 320-talet försågs även Konstantins porträtt med en gloria. På andra mynt framträder Apollo på en triumfvagn på kejsarens sköld och den kristna chi-rho-symbolen på Konstantins hjälm. År 321 förbjöd Konstantin allt sekulärt arbete på "den vördnadsvärda solens dag."
Konstantins fromhet har ifrågasatts även på grund av de många avrättningar han beordrade. Trots att han 324 offentligt lovat att inte avrätta sin svåger Licinius om denne abdikerade, såg Konstantin till att få honom strypt 325. 326 lät han avrätta sin äldste son Crispus och, några månader därefter, sin hustru Fausta.
Konstantins mor Helena omnämns ofta som "född kristen" men hennes mor var dotter till en värdshusvärd och en framgångsrik soldat, en karriär som inte fanns tillgänglig för kristna. Helena visade sig dock vara en from människa i slutet av sitt liv då hon i Palestina upptäckte Kristi kors och grundade flera basilikor.
De stora, stirrande ögonen i Konstantins senare ikonografi, egentligen inte kristna i sig, visar hur porträttkonsten gradvis övergav den tidigare realistiska porträttkonsten för en mer schematisk avbildning - "kejsaren som kejsare" med nedtonade individuella karaktärsdrag. Bara hans karaktäristiska käke och haka återstår. De stora ögonen kom att bli ännu mer framträdande i senare kejsarporträtt.
Under Konstantin fick de kristna för första gången inte bara möjlighet att konkurrera med andra romare om högre befattningar inom det traditionella befordringssystemet cursus honorum, Konstantin erbjöd dessutom de kristna särskilda privilegier samtidig som han tillsammans med sin mor lät uppföra kyrkor som Födelsekyrkan i Betlehem och Gravkyrkan i Jerusalem. Den nyvunna romerska toleransen besvarade de kristna med intolerans mot andra religioner och biskoparnas aggressiva mission saknade föregångare. Kontroverserna mellan olika kristna rörelser på 200-talet växte nu till en offentlig schism som fick sin kulmen med donatisterna i Nordafrika 311. Konstantin såg det som sin kejserliga plikt att slå ned religiösa oroligheter och till slut förbjöds nyomvändelse, helt enkelt för att upprätthålla allmän ordning. Med första konciliet i Nicaea 20 maj – 25 juli 325 ingrep Konstantin i schismen kring Kristus natur mellan, å ena sidan, Arius, grundare av arianismen, och, å andra sidan, Athanasios av Alexandria, vars teologiska ståndpunkt att Gud och Jesus var "av samma väsen" blev en officiell doktrin genom konciliet.
Kristendomen var inte särskilt populär bland romerska legionärer eftersom den även accepterade kvinnor och många legionärer bekände sig därför istället till Mithras och Isis. Eftersom de romerska kejsarna härskade "genom gudarnas nåd" och kunde behålla makten genom legionernas stöd, blev det viktigt för kejsaren att offentligt synas ingripa i religiösa ärenden. De kristnas utmaning bestod i att offentligt ta avstånd från "offer och avgudabilder", vilket somliga moderna historiker uppfattat som en trohetsed. Denna brist på vördnad fruktade många romare skulle orsaka att hela riket gick miste om det stöd från Jupiter och de andra gudarna som skyddade riket från gudomliga straff som barbarer, epidemier, naturkatastrofer, häxeri etc och den romerska förföljelsen av de första kristna var en konsekvens av denna syn.
Även i Persiska riket förföljdes kristna. Sasaniderna tolererade till en början de kristna, men med kristendomens allt starkare inflytande i romerska riket, deras arvfiende, förbyttes toleransen mot förföljelse. Under Shapur II, sedan krig utbrutit efter Konstantins död, inleddes en omfattande förföljelse under åren 340–363.
Konstantin upplöste pretoriangardet.